# Bartholomäus Pethan

Kaiser Ebersdorf, Handzeichnung von Wolfgang Wilhelm Prämer

Schloss Neugebäude, Handzeichnung von Prämer

Bartholomäus Pethan (auch Bethan, Petay oder Patoi) war ein Steinmetzmeister aus Oberitalien.

## Bauten für den Kaiser
Seit ca. 1560 erhielt er mit seinen Gesellen Aufträge bei den kaiserlichen Bauten. In den Archivalien wird er, wie sein Mitmeister Antonius Pozzo aus Dornbach bezeichnet. 1573 erhielt Pethan ein Häuschen in Dornbach als Ergötzlichkeit geschenkt. Auch die Steinmetzmeister Alexius Payos und Augustin Rigobello arbeiteten einige Jahre im Rodauner Steinbruch, bevor sie in den kayserlichen Steinbruch kamen. 
Am 7. November 1564 erhielt er ein Gnadengeld von 20 fl.
Pethan wollte den Winter 1565/66 mit seinen Gesellen in der Heimat verbringen, wofür ihm Kaiser Maximilian II. am 15. November einen Passbrief ausstellte.

### Hofburg, Schloss Ebersdorf
1564/65 arbeiteten Pethan und Pozzo an Fenstern und Türen für Schloss Ebersdorf, weiters an 27 Bögen zu je 70 fl für den „Obristengang“, der von der Stallburg in den Hoflustgarten führte.

### Schloss Neugebäude
Pethan und Pozzo waren seit 1569 im Neuen Lustgarten tätig, mit dabei sein Geselle Alexius Payos.

#### 1576 Neuer Steinbruch am Leithaberg, 1579 Ihro kayserl. Majestät Steinbruch am Leithaberg
1576 ist erstmals der Neue Steinbruch am Leithaberg bei Steinmetzarbeiten und Lieferungen für das Neue Fasangartengebäude im Hofkammerarchiv dokumentiert. Wir erfahren, dass die beiden Steinmetzmeister Bartholomäus Pethan und Antonius Pozzo die Säulen für die westliche Galerie.  .. den großen Gang gegen den Deucht (Teich) mit runden Säulen und Steinwerch .. ausführen.
Kaiserstein (Gestein)#Kaiserstein für den Römisch-deutschen Kaiser Maximilian II. im Schloss Neugebäude
Am 17. April hatte die Kammer dem Pfleger der Herrschaft Trautmannsdorf aufgetragen, die Brücke über die Leitha auszubessern, damit die Fuhrleute mit ihren für das Neugebäude bestimmten Steinlieferungen nicht behindert würden.
Der im Kaisersteinbruch gebrochene Stein galt als der beste in Niederösterreich.
Nach des Kaisers Ableben gingen die Bauarbeiten beim Neugebäude nur schleppend weiter. 1579 standen auch die Säulen der östlichen Galerie, was wir aus einer an Kaiser Rudolph II. gerichteten Bittschrift der Steinmetzmeister Bartholomäus Pethan und Antonius Pozzo Anfang 1580 entnehmen können. Es wurde beiden für ihre beschwerliche und nicht ungefährliche Arbeit zusätzlich je 200 fl versprochen, aber dann nicht ausgehändigt.
An Fensterrahmungen und ähnlichen Profilen des Neugebäudes findet sich als Steinmetzzeichen häufig ein „B“, was vermutlich Bartholomäus oder Bethan bedeutet. Meister Friedrich Opferkuh hat davon einen Abrieb gemacht und mit seinem Kommentar versehen.